# Mīradeh
Mīradeh (persiska: مير دِه, ميرِه دِه, ميرَدِه, میرده, Mīr Deh) är en ort i Iran.   Den ligger i provinsen Kurdistan, i den nordvästra delen av landet, 500 km väster om huvudstaden Teheran. Mīradeh ligger 1 597 meter över havet och antalet invånare är 805.
Terrängen runt Mīradeh är huvudsakligen kuperad. Mīradeh ligger nere i en dal. Runt Mīradeh är det ganska glesbefolkat, med 50 invånare per kvadratkilometer. Närmaste större samhälle är Markhoz, 16,2 km norr om Mīradeh. Trakten runt Mīradeh består i huvudsak av gräsmarker.